# Raymond Planté
 (juin 2025).
Pour les articles homonymes, voir Planté.
Raymond-Jean-Canut Planté (Santander, Espagne, 19 janvier 1797 – Orthez, 29 juin 1855), propriétaire rentier, maire d’Orthez, conseiller général sous Louis-Philippe, rallié au prince-président sous la IIe République, élu au corps législatif, du 29 février 1852 à son décès, avec l’appui officiel, s’associa au rétablissement de l’Empire et prit place dans la majorité dynastique.

## Biographie
Fils de  Juan Planté, armateur, consul de Hollande à Santander, et d'Isabel de Olea, époux de Jeanne-Marie Emmanuelle de Lestapis, il est le père du politicien Adrien Planté et l'oncle du physicien Gaston Planté et du pianiste Francis Planté.